# Maria de Rudenz
Maria de Rudenz è un'opera di Gaetano Donizetti su libretto di Salvadore Cammarano. L'opera debuttò alla Fenice di Venezia il 30 gennaio 1838 ottenendo un insuccesso. Parte della musica fu riutilizzata per Poliuto e Gabriella di Vergy.
Dopo un lungo periodo di oblio tornò in scena alla Fenice nel 1981 con Katia Ricciarelli come Maria, e Leo Nucci come Corrado.
Nel 2016 è stata allestita al Wexford Festival Opera con Gilda Fiume come Maria, nello spettacolo di Fabio Ceresa.

## Cast della prima assoluta
| Personaggio     | Interprete           |
| --------------- | -------------------- |
| Maria de Rudenz | Carolina Ungher      |
| Matilde di Wolf | Isabella Casali      |
| Corrado Waldorf | Giorgio Ronconi      |
| Enrico          | Napoleone Moriani    |
| Rambaldo        | Domenico Raffaeli    |
| Cancelliere     | Alessandro Giacchini |

## Trama

### Parte I -Il testamento
Siamo nel XV Secolo, in Svizzera, nell'immaginario contado di Rudenz. Il giovane Corrado di Waldorf, impaziente, sta aspettando l'arrivo del fratello Enrico: nell'attesa, ricorda i patimenti passati e si consola pensando che rivedrà presto l'amata Matilde (Cavatina: Ah, non avea più lagrime).

Enrico arriva: i due fratelli si riabbracciano, dopo cinque lunghi anni. Corrado racconta per filo e per segno le sue peripezie: egli, invaghitosi di Maria, figlia del Conte di Rudenz, l'aveva chiesta in moglie; al rifiuto del padre, i due erano scappati in Italia. Ma, a Roma, Corrado teme che Maria gli sia infedele, e la abbandona nelle catacombe della città, credendola morta. Dopo aver assunto diversi nomi e diverse identità, è tornato in patria, dove si è innamorato della cugina di Maria, Matilde di Wolf. La giovane (del quale è innamorato anche Enrico, che si dispera a scoprire il legame che unisce il fratello e l'amata), essendo orfana, è stata affidata alle cure dello zio conte, che nel testamento l'aveva destinata al convento di Arau: ma, qualora Maria non fosse tornata al castello entro un anno dalla morte del padre, il dominio del contado sarebbe passato in mano a Matilde. Corrado torna quindi propizio: il giorno seguente, sarà trascorso l'anno; potrà quindi sposare la fanciulla amata, e diventare egli stesso conte (Duetto: Di mie sciagure un angelo). Enrico, disperato, cela al fratello il suo dolore.

Nel frattempo, nel castello di Rudenz, Rambaldo, famigliare dei Rudenz, lamenta l'assenza di Maria, e sembra convincersi della sua morte a Roma. Ma la donna non è morta: Rambaldo la incontra nel castello, a pregare e a piangere di fronte al ritratto paterno. Maria afferma di non essere tornata per prendere possesso del contado paterno, poiché si sente indegna di ciò, dopo essere scappata con l'amante; la sua volontà è quella di chiudersi per sempre nel convento di Arau (cavatina: Sì, del chiostro penitente), e di non voler ostacolare le nozze della cugina con il suo fidanzato (che ignora essere lo stesso Corrado). 

Il giorno stabilito è giunto: Matilde è libera dal vincolo del convento, e presenta ai suoi vassalli il fidanzato (Finale: Di Matilde lo sposo adorato). Mentre Enrico si distrugge nella gelosia, Rambaldo e i fedeli di Maria si scandalizzano, riconoscendo in lui il seduttore e il rapitore della figlia del Conte: Rambaldo parte e ritorna velocemente con la stessa Maria, al cui cospetto tutti si impauriscono (Chiuse al dì per te le ciglia). Folle di gelosia e di disgusto, Maria ordina alla cugina di entrare nel convento, mentre rinfaccia a Corrado l'abbandono e la morte del vecchio padre in solitudine, per poi farlo cacciare dal castello.

### Parte II -Un delitto
Maria, ormai padrona del contado, è ferma nel suo proposito di far monacare forzatamente Matilde, nonostante le minacce di Corrado, e le preghiere di Enrico. La donna prova comunque pietà per il fratello dell'ex amante, tormentato dall'amore per la fanciulla, che più volte gli ha fatto balenare l'idea di eliminare il rivale per poterla sposare (Aria: Talor nel mio delirio): Maria lo conforta, affermando di conoscere un espediente, un segreto, che lo farà lieto sposo della donna che ama. 

Enrico, confortato, fa quindi avanzare Corrado, che l'aveva seguito. Di fronte alla durezza dell'ex amante (egli non intende scusarsi o ascoltare i giusti lamenti di Maria per il suo abbandono a Roma), la donna ribadisce la sua volontà: Matilde andrà sposa ad Enrico, il quale non ha alcun legame di parentela con lui. Corrado infatti è stato accolto dalla famiglia di Enrico, affidatogli dal suo vero padre: il criminale Ugo di Berna, condannato a morte per i suoi delitti; Maria gli promette di tacere ad ognuno la sua oscura ascendenza, a patto che torni ad amarla (Duetto: Fonte d'eterne lagrime). Di fronte alla rabbia e al rifiuto di Corrado, la donna minaccia così di uccidere Matilde: l'uomo, furibondo, la colpisce un pugnale. I lamenti dell'agonizzante Maria richiamano Matilde, Rambaldo e i vassalli, ma di fronte a tutti la donna scagiona Corrado da ogni accusa, e si accascia.

### Parte III -Lo spettro
I vassalli fedeli a Maria commentano con disapprovazione le nozze già celebrate tra Matilde e Corrado, il quale, tuttavia, sembra turbato dalle notizie dell'apparizione dello spettro della donna. Enrico, sconvolto, ha scoperto tardivamente il segreto sul vero padre di Corrado, e che il "fratello" ben sapeva dell'amore che nutriva per la fanciulla, ma non per questo aveva rinunciato ai suoi propositi di sposare Matilde. Il giovane ferma il corteo nuziale appena uscito dalla chiesa e diretto alla festa, e sfida Corrado a duello. Corrado non vuole combattere contro il fratello adottivo, il quale, tuttavia lo insulta per l'amore tradito, raccontando ai cavalieri presenti la sua vera identità: lo sposo, furibondo, si lascia dominare dall'ira, e risponde alla sfida (Duetto: A me, cui financo).

Nel duello Enrico ha trovato la morte: Corrado, sconvolto, torna alla festa, conclusasi da poco, e sta per entrare nella camera degli sposi, quando un grido interno lo blocca. Dalla porta esce Maria: la donna non era morta, ma solo ferita gravemente, ed era stata curata dal fido Rambaldo; una volta ripresasi, ha finalmente compiuto la vendetta, entrando nella camera degli sposi e uccidendo Matilde. Le grida disperate e furibonde di Corrado fanno accorrere i vassalli e i cortigiani: Maria previene la furia omicida dell'amato togliendosi le bende e riaprendo le ferite (Finale: Al misfatto enorme e rio). Questa volta Maria muore davvero, compianta dal solo Rambaldo, e perdonando il tradimento di Corrado, che rimane in vita dopo aver perso il fratello e le due donne che lo hanno amato.

## Struttura musicale
- Sinfonia

### Atto I
- N. 1 - Introduzione e Cavatina di Corrado Laude all'eterno Amor primiero - Ah! Non avea più lagrime (Coro, Corrado)
- N. 2 - Duetto fra Corrado ed Enrico Ed or son lieto appieno
- N. 3 - Cavatina di Maria Sì, del chiostro penitente (Maria, Rambaldo)
- N. 4 - Coro Ah! che di pianto è questo (Coro, Rambaldo)
- N. 5 - Finale I Di Matilde lo sposo adorato - Chiuse al dì per te le ciglia (Maria, Corrado, Enrico, Matilde, Rambaldo, Coro)

### Atto II
- N. 6 - Preludio ed Aria di Enrico Talor nel mio delirio (Enrico, Maria)
- N. 7 - Duetto fra Maria e Corrado e Finaletto Fonte d'amare lagrime - Oh, ciel!... (Maria, Corrado, Rambaldo, Coro, Matilde)

### Atto III
- N. 8 - Coro e Duetto fra Enrico e Corrado Sì, quell'ombra sepolcrale - A me, cui financo la speme togliesti (Coro, Enrico, Corrado)
- N. 9 - Coro e Aria Finale di Maria O giovinetta sposa - Ah, fra gli amplessi tuoi - Mostro iniquo, tremar tu dovevi (Maria, Corrado, Coro, Rambaldo)

## Discografia
| Anno | Cast: Maria, Matilde, Corrado, Enrico, Rambaldo, Cancelliere                                                  | Direttore, Orchestra e Coro | Etichetta                                                                                                 |
| ---- | --- | --- | --- |
| 1974 | Ludmilla (Milla) Andrew, Merril Jenkins, Christian du Plessis, Richard Greager, Malcolm King, Riccardo Calleo | Alun Francis, Philomusica of London e Opera Rara Chorus, (Registrato in concerto presso la Queen Elizabeth Hall, Londra, 27 ottobre) | LP: Unique Opera Records Corporation UORC 225 Bismark Beane MRF 140 CD: Memories HR 4588-4589             |
| 1981 | Katia Ricciarelli, Silvia Baleani, Leo Nucci, Alberto Cupido, Giorgio Surjan, Silvio Eupani                   | Eliahu Inbal, Orchestra e Coro del Teatro La Fenice di Venezia, (Registrato alla Fenice, Venezia, in gennaio)                        | LP: CBS «Masterworks» 79345 CD: Fonit Cetra «Italia» CDC 91 Mondo Musica MFOH 10708 Living Stage LS 35140 |
| 1997 | Nelly Miricioiu, Regina Nathan, Robert McFarland, Bruce Ford, Matthew Hargreaves, Nigel Douglas               | David Parry, Philharmonia Orchestra e Geoffrey Mitchell Choir                                                                        | CD: Opera Rara ORC 16                                                                                     |